# Dyseriocrania subpurpurella
Dyseriocrania subpurpurella — вид лускокрилих комах з родини беззубі первинні молі (Eriocraniidae). Поширений на більшій частині Європи.

## Опис
Розмах крил молі коливається в межах 9-14 мм. Крила металево-золоті з сапфірово-блакитними та рубіново-червоними крапками і невиразною, блідою спинною плямою. Задні крила мідно-сірі, задня частина має пурпурний відтінок і, як і передні крила, мають сірі вії. Голова вохристо-сіро-білувата з домішкою темного ворсу.
Гусениця білувата з блідо-коричневою головою.

## Спосіб життя
Метелики трапляються в квітні та травні. Літають у сонячні дні, у похмурі дні вони відпочивають на стовбурах і гілках дуба. Вони не живляться.
Гусениця живе всередині листя дуба (Quercus), створюючи плямисту шахту з фрасом, схожим на спагетті, з травня по липень. Спочатку шахта являла собою вузький коридор шириною приблизно 5 мм і в основному заповнена гранульованим фрасом. Коридор (або галерея) різко розширюється у велику брудно-білувату пляму на краю листя. Фрас у плямі складається з довгих ниток. Якщо на одному листку відкладається кілька яєць, то міни з'єднуються з кількома личинками в збільшену пляму.